# Мразович, Матия
Матия Мразович (хорв. Matija Mrazović; 24 февраля 1824 — 13 июня 1896) — хорватский юрист, публицист и политик, 12-й мэр Загреба.
Матия Мразович родился в районе Калника и обучался юриспруденции в Загребе. Он был сторонником иллиризма и выступал за независимость Хорватии в отношениях как с Австрией, так и с Венгрией, был противником абсолютизма и бана Рауха.
Вместе с 16 депутатами Сабора он в 1880 году основал Независимую народную партию, а с 1879 по 1881 год занимал должность градоначальника Загреба.